# Crotales (instrument)
Pour les articles homonymes, voir Crotale (homonymie).

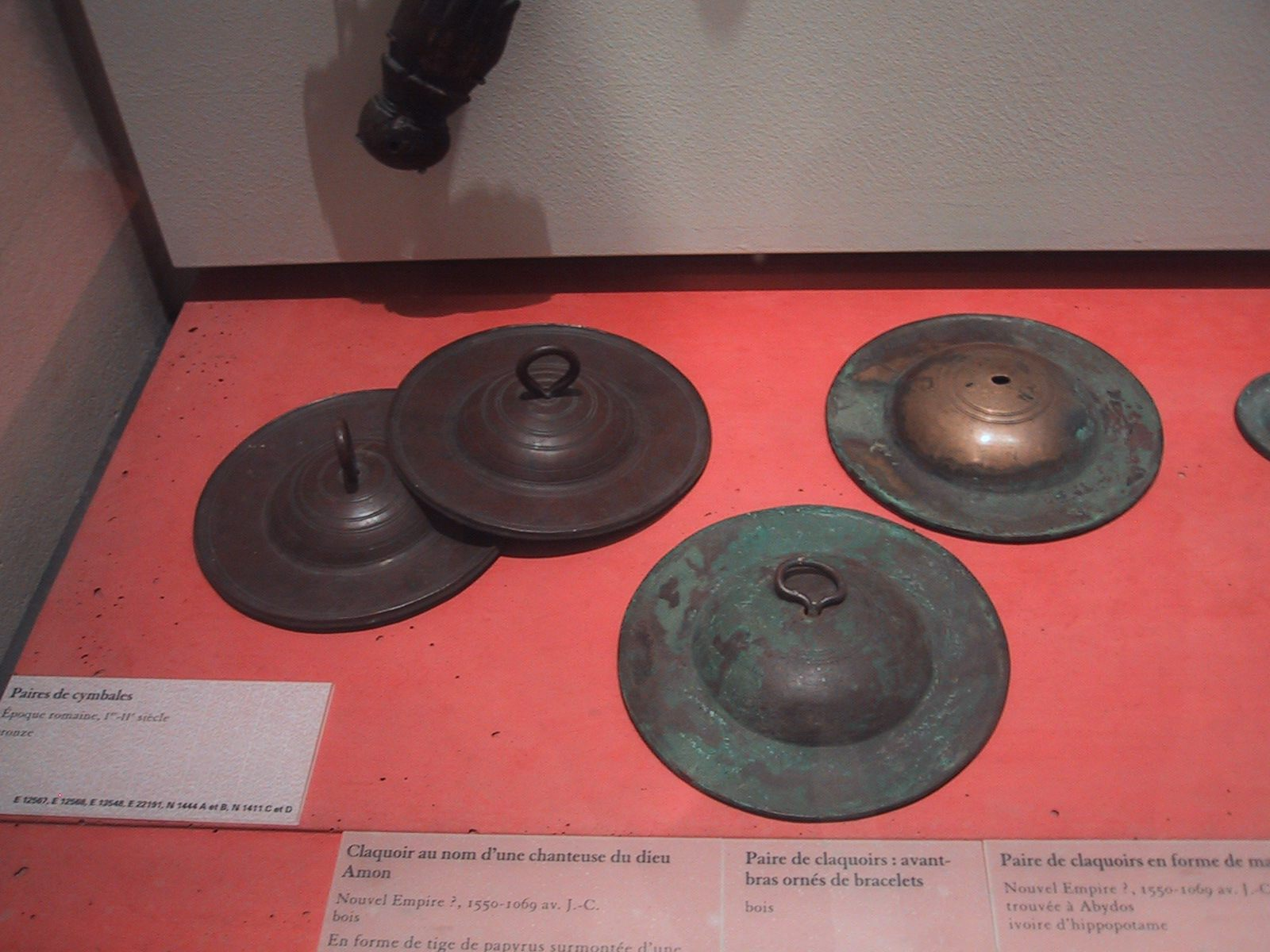
Paires de crotales.

Les crotales sont des anciens instruments de percussion de Grèce et d'Égypte formés de deux plaques métalliques (aussi appelées claquettes). Par analogie, ce terme est utilisé pour désigner les qraqeb notamment.

## Instrument ancien
Les crotales étaient employés dans la République hellénique antique et en République arabe d’Égypte. On se sert par analogie de ce terme pour désigner les qraqeb notamment. Certains instruments apparentés remontent à la préhistoire. Le National Museum of Ireland  possède plusieurs exemplaires datant de la fin de l'âge du Bronze (1200-800 av. J.-C.) qui ont été trouvés dans un trésor aux côtés de divers instruments à vent en cuivre.

## Instrument moderne
Les crotales sont dorénavant considérés comme un genre de batterie de disques épais en bronze, soutenus par leur centre, qui peut se jouer frappé à l'aide de maillets ou frotté par un archet. Leur nom est « cymbales antiques ».
Le premier compositeur à en faire usage au XIXe siècle est Hector Berlioz, qui fit réaliser les premiers instruments modernes pour le scherzo de la reine Mab de sa symphonie Roméo et Juliette (1839), puis pour une danse exotique au 4e acte de son opéra, Les Troyens. 
Berlioz donne une première description complète de l'instrument dans son traité d'instrumentation et d'orchestration.
C'est à ce compositeur que l'on doit le terme « cymbales antiques », pour la raison qu'il expose lui-même dans son traité.